# S&T
Die S&T AG (ehemals Quanmax AG) war ein Technologiekonzern mit Sitz im oberösterreichischen Linz und wurde 2022 in die Kontron AG umfirmiert.
Das Unternehmen war zum Zeitpunkt der Umfirmierung gruppenweit mit mehr als 6.000 Mitarbeitern und Niederlassungen in mehr als 30 Ländern weltweit präsent, sowie im TecDAX und SDAX an der Deutschen Börse gelistet. Im Zuge einer strategischen Neuausrichtung und der Fokussierung auf IoT-Technologien, bei gleichzeitiger Abkehr von einem Großteil des IT-Dienstleistungsgeschäfts, firmierte das Unternehmen in Kontron AG um.

## Geschichte

Logo bis 12. Dezember 2012

Das Unternehmen ist aus der ehemaligen Gericom AG und dem Systemhaus S&T System Integration & Technology Distribution hervorgegangen und befand sich anfangs mehrheitlich im Besitz der taiwanischen Quanmax Inc. Im August 2008 wurde der Linzer Computerhersteller Gericom mehrheitlich durch das taiwanische Unternehmen Quanmax Inc. übernommen, das 61,32 % der Aktien übernahm. Gericom hatte zuvor drastische Umsatzeinbrüche zu verzeichnen, der Aktienkurs war von 2003 bis 2008 ebenfalls um 96 % eingebrochen. Gericom wurde daraufhin ein Tochterkonzern von Quanmax Inc. Kurz nach der Übernahme wurde der Firmenname an den neuen Eigentümer angepasst und die Gericom AG in Quanmax AG umbenannt. Der Mutterkonzern Quanmax Inc. wiederum gehört zu Teilen dem Hardwarehersteller Quanta Computer, der deutschen Kontron AG und der China Development Bank.
Quanmax Inc. hatte einige Monate zuvor bereits den österreichischen Notebookhersteller chiliGREEN Computer GmbH, ebenfalls mit Sitz in Linz, übernommen und als eigenes Tochterunternehmen weiterbetrieben. Anfang 2009 wurde chiliGREEN vollständig in die neu entstandene Quanmax AG integriert, die Markennamen „chiliGREEN“ und „PROWORX“ wurden jedoch weiterverwendet.
2008 erwarb Quanmax auch die Markenrechte an der Marke Maxdata, unter der Computerprodukte produziert und vertrieben wurden.
Vorstandsvorsitzender der neuen Quanmax AG wurde Michael Jeske, Aufsichtsratsvorsitzender Hannes Niederhauser, der langjährige Unternehmenschef des deutschen Embedded-Computer-Herstellers Kontron AG. Die Quanmax AG wurde nun von einem Handelsunternehmen zu einem Technologieunternehmen mit eigener Produktentwicklung umgewandelt.
Mit dem Qute PC 1000 wurde im August 2009 die erste Eigenentwicklung des Unternehmens vorgestellt, ein lüfterloser Mini-PC mit Intel-Atom-Prozessor. Alle Produkte werden entweder in Linz oder bei qualifizierten Partnern nach dem sogenannten „Build-to-Order-System“ gefertigt.
Seit Mitte 2010 ist Quanmax, bzw. inzwischen S&T, im Prime Standard der Frankfurter Börse notiert. Ebenfalls 2010 übernahm die Quanmax das insolvente Onlinespiele-Unternehmen „Funworld AG“, im Januar 2011 wurde außerdem der Softwarehersteller „CBC-X GmbH“ übernommen.
Der Stimmrechtsanteil der taiwanischen Quanmax Inc. betrug Anfang 2012 nur noch etwa 46,5 %. Anfang 2013 befanden sich weniger als ein Drittel der Unternehmensanteile im Besitz des ehemaligen Mutterkonzerns.
2012 fusionierte Quanmax mit der S&T System Integration & Technology Distribution. Dabei wurde die S&T System Integration & Technology Distribution AG auf die Quanmax AG verschmolzen, die sich daraufhin in S&T AG umbenannte. 2014 gründete S&T die Maxdata GmbH mit Sitz in Mendig. Zwei Jahre später wurden die Marken Maxdata, PROWORX und chiliGREEN an die Omega Handelsgesellschaft in Wien verkauft.
Mit dem Einstieg bei der Networked Energy Services Corp. („NES“), Kalifornien (USA), der Affair OOO, Russland, und dem Kauf der österreichischen ubitronix system solutions GmbH ist S&T 2014 in den Smart-Energy-Bereich eingestiegen.
Im September 2016 wurde die Aktie der S&T AG von der Deutschen Börse in den Index TecDAX aufgenommen.
Im Oktober 2016 hat S&T das Kundensegment „IT-Markt“ der Raiffeisen-Informatik-Gruppe erworben. Dieses Segment umfasste innerhalb der Raiffeisen-Informatik-Gruppe das Geschäft mit nicht zum Raiffeisen-Konzern zählenden Kunden. Zum Portfolio zählen das Dienstleistungsgeschäft in den Bereichen Rechenzentrumsbetrieb, SAP-Betrieb bzw. SAP-Consulting und Softwareentwicklung im Bereich Collaboration Management Software.
Im gleichen Jahr stieg S&T beim deutschen Embedded-Computer-Hersteller Kontron ein. Der Kauf wurde wesentlich finanziert durch den taiwanischen Auftragsfertiger Foxconn, der sich durch eine Kapitalerhöhung mit knapp 30 Prozent an der S&T AG beteiligte.
Am 17. August wurde Kontron mit S&T verschmolzen; es wird als Marke weitergeführt.
Im Juni 2020 übernahm S&T den slowenischen Telekom- und 5G-Spezialisten Iskratel, um sein Leistungsportfolio in den Bereichen Industrial Internet of Things und 5G-Lösungen auszubauen. Zudem erwarb S&T im Juli 2020 die Mehrheit am deutschen IT-Dienstleister CITYCOMP, wodurch das Angebot um einen flächendeckenden IT-Service in Deutschland erweitert wurde.
Das Unternehmen erzielte 2021 einen Umsatz von 1.342,0 Millionen Euro und beschäftigte zum 31. Dezember 2021 weltweit 6.206 Mitarbeiter.
Seit 1. Juni 2022 firmiert die S&T AG unter dem Namen Kontron AG. Die Umfirmierung der Gesellschaft erfolgt aufgrund der Fokussierung der Kontron AG und ihrer Beteiligungen auf Technologien rund um das Internet of Things (IoT), die bereits seit etlichen Jahren unter der Marke Kontron vertrieben werden. Die Kontron AG bietet ihren Kunden als multinationaler Technologieführer intelligente IoT-Lösungen auf einer Vielzahl von vertikalen Märkten – wie Smart Factory, Transport, Medizintechnik und Telekommunikation – an und erwartet in den kommenden Jahren in diesen Bereichen starkes Wachstum. Mit dem IoT-Segment erwirtschaftet der Konzern bereits heute ca. zwei Drittel seines Umsatzes von EUR 1.342 Mio. (im Geschäftsjahr 2021). Bis 2025 strebt das Unternehmen eine Umsatzsteigerung auf EUR 2.000 Mio. im margenstarken IoT-Geschäftsfeld an. Die Umfirmierung ist für die Kontron AG ein Schritt im Transformationsprozess hin zum führenden IoT-Player.
Im September 2022 übernimmt die VINCI Energies einen Großteil des IT-Servicegeschäfts der Kontron AG und führt diese unter die Marke Axians.

## Leistungsportfolio
S&T ist mit seinen Geschäftssegmenten „IoT Solutions Europe“ und „IoT Solutions America“ ein international führender Anbieter von Hard- und Software-Produkten und innovativen Dienstleistungen im Umfeld von Industrie 4.0- bzw. Internet of Things- (IoT) sowie Embedded und Edge Computing Technologien (ECT). Darüber hinaus ist die S&T AG ein renommierter Anbieter von IT-Services.
Die drei Geschäftssegmente der S&T Gruppe:
„IoT Solutions Europe“: Dieses Segment konzentriert sich auf die Entwicklung sicherer und vernetzter Lösungen durch ein kombiniertes Portfolio aus Hardware, Middleware und Services in den Bereichen Internet der Dinge (IoT) und Industrie 4.0. Das Segment ist auf die Märkte in Europa und Teilen Asiens, insbesondere China, ausgerichtet.
„IoT Solutions America“: Dieses Segment beinhaltet die Geschäftstätigkeit des ehemaligen Segments „Embedded Systems“ und wurde Anfang 2019 aufgrund des adaptierten Produktportfolios und des stetig wachsenden Software-Anteils in „IoT Solutions America“ umbenannt.
„IT Services“: In diesem Segment sind sämtliche Aktivitäten des IT-Dienstleistungsgeschäfts der DACH-Region sowie Zentral- und Osteuropa gebündelt. Über das Segment „IT Services“ bietet das Unternehmen korrespondierend dem Plan-, Build-, Run-Prinzip ein breites Leistungsspektrum in den Bereichen IT-Consulting, Outsourcing und Integration an.